# Lista de títulos e honrarias de Filipe VI de Espanha
Filipe VI (nascido a 30 de janeiro de 1968) tem recebido numerosos títulos e distinções honorárias desde seu nascimento. Anteriormente como Príncipe das Astúrias e herdeiro do trono espanhol, Filipe recebeu diversas honras e condecorações espanholas e estrangeiras. Desde sua ascensão ao trono, em 2014, Filipe VI é o grão-mestre de todas as ordens honoríficas e militares outorgadas pela Coroa espanhola.

## Títulos reais e tratamento
- 30 de janeiro de 1968 - 1 de novembro de 1977: Sua Alteza Real, o Infante Filipe de Espanha
- 1 de novembro de 1977 - 19 de junho de 2014: Sua Alteza Real, o Príncipe das Astúrias
  - 22 de janeiro de 1977 - 19 de junho de 2014: Sua Alteza Real, o Príncipe de Girona
  - 22 de janeiro de 1977 - 19 de junho de 2014: Sua Alteza Real, o Príncipe de Viana
- 19 de junho de 2014 - presente: Sua Majestade, o Rei de Espanha

O título real integral de Filipe VI lê-se: "Sua Majestade, o Rei Filipe VI, o Rei Católico de Espanha, Rei de Castela, de Leão, de Aragão, das Duas Sicílias, de Jerusalém, de Navarra, de Granada, de Toledo, de Valéncia, da Galícia, de Maiorca, de Sevilha, de Sardenha, de Córdoba, de Córsega, de Múrcia, de Jaén, do Algarve, de Algeciras, de Gibraltar, das Ilhas Canárias, das Índias Orientais e Ocidentais, e das Terras Firmes e Insulares do Mar Oceano, Arquiduque de Áustria, Duque de Borgonha e Brabante, de Milão, de Atenas e Neopatria e de Limburgo, Marquês de Oristano, Conde de Habsburgo, de Flandres, de Tirol, de Barcelona, de Rossilhão, da Sardenha e de Barcelona, Senhor de Biscaia e de Molina, Cônego Honorífico e Hereditário da Catedral de Leão e da Basília de Santa Maria Maior em Roma."

## Honras

### Honras de Espanha
| Reino   | Data | Grau                             | Condecoração                                      |
| ------- | ---- | -------------------------------- | ------------------------------------------------- |
| Espanha | 2014 | Grão-Mestre e Cavaleiro          | Insigne Ordem do Tosão de Ouro                    |
| Espanha | 2014 | Grão-Mestre e Cavaleiro de Colar | Real e Distinguida Ordem de Carlos III            |
| Espanha | 2014 | Soberano                         | Real Ordem das Damas Nobres da Rainha Maria Luísa |
| Espanha | 2014 | Grão-Mestre                      | Ordem de Isabel, a Católica                       |
| Espanha | 2014 | Grão-Mestre                      | Ordem do Mérito Civil                             |
| Espanha | 2014 | Grão-Mestre                      | Ordem Civil de Alonso X, o Sábio                  |
| Espanha | 2014 | Grão-Mestre                      | Ordem de São Raimundo de Peñafort                 |
| Espanha | 2014 | Grão-Mestre                      | Ordem do Mérito Constitucional                    |
| Espanha | 2014 | Grão-Mestre                      | Real e Militar Ordem de São Fernando              |
| Espanha | 2014 | Grão-Mestre e Cavaleiro Grã-Cruz | Ordem do Mérito Militar                           |
| Espanha | 2014 | Grão-Mestre e Cavaleiro Grã-Cruz | Ordem do Mérito Naval                             |
| Espanha | 2014 | Grão-Mestre e Cavaleiro Grã-Cruz | Ordem do Mérito Aeronáutico                       |
| Espanha | 2014 | Grão-Mestre                      | Real e Militar Ordem de São Hermenegildo          |
| Espanha | 2014 | Grão-Mestre                      | Ordem do Mérito do Corpo da Guarda Civil          |
| Espanha | 2014 | Grão-Mestre                      | Real e Militar Ordem de Calatrava                 |
| Espanha | 2014 | Grão-Mestre                      | Real e Militar Ordem de Santiago                  |
| Espanha | 2014 | Grão-Mestre                      | Real e Militar Ordem de Alcântara                 |
| Espanha | 2014 | Grão-Mestre                      | Real e Militar Ordem de Montesa                   |

### Honras estrangeiras
| País          | Data | Grau                         | Condecoração                            |
| ------------- | ---- | ---------------------------- | --------------------------------------- |
| Argentina     | 2009 | Grã-Cruz                     | Ordem de Maio ao Mérito Militar         |
| Argentina     | 2017 | Grã-Cruz                     | Ordem do Libertador General San Martín  |
| Áustria       |      | Grande Condecoração de Honra | Ordem do Mérito da República da Áustria |
| Bélgica       |      | Grande Cordão                | Ordem de Leopoldo                       |
| Brasil        |      | Grã-Cruz                     | Ordem Nacional do Cruzeiro do Sul       |
| Chile         | 2017 | Grã-Cruz com Colar           | Ordem do Mérito                         |
| Colômbia      | 2015 | Grande Colar                 | Ordem de Boyaca                         |
| Dominica      |      | Grã-Cruz com Colar           | Ordem Heráldica de Cristóvão Colombo    |
| Equador       |      | Grã-Cruz                     | Ordem Nacional de San Lorenzo           |
| El Salvador   |      | Grã-Cruz com Estrela         | Ordem de José Matias Delgado            |
| Estónia       |      | Membro 1ª Classe             | Ordem da Cruz da Terra Mariana          |
| França        |      | Grã-Cruz                     | Ordem Nacional da Legião de Honra       |
| Grécia        |      | Grã-Cruz                     | Ordem do Redentor                       |
| Honduras      |      | Grã-Cruz                     | Ordem de Francisco Morazán              |
| Hungria       |      | Grã-Cruz                     | Ordem de Mérito da República da Hungria |
| Itália        |      | Cavaleiro Grã-Cruz           | Ordem do Mérito da República Italiana   |
| Japão         |      | Colar                        | Suprema Ordem do Crisântemo             |
| Jordânia      |      | Cordão                       | Suprema Ordem do Renascimento           |
| Líbano        |      | Grande Cordão                | Ordem do Mérito                         |
| Luxemburgo    |      | Grã-Cruz                     | Ordem de Adolphe de Nassau              |
| México        | 2015 | Colar                        | Ordem da Água Asteca                    |
| Marrocos      |      | Classe Especial              | Ordem de Maomé                          |
| Noruega       |      | Grã-Cruz                     | Ordem de Santo Olavo                    |
| Países Baixos |      | Cavaleiro Grã-Cruz           | Ordem de Orange-Nassau                  |
| Panamá        |      | Grã-Cruz                     | Ordem de Vasco Núñez de Balboa          |
| Peru          | 2015 | Grã-Cruz com Diamantes       | Ordem do Sol do Peru                    |
| Polónia       | 2003 | Grã-Cruz                     | Ordem do Mérito da República da Polônia |
| Portugal      | 2016 | Grande Colar                 | Ordem da Torre e Espada                 |
| Portugal      | 1988 | Grã-Cruz                     | Ordem de Cristo                         |
| Portugal      | 1991 | Grã-Cruz                     | Ordem de Avis                           |
| Portugal      | 2018 | Grã-Cruz com Colar           | Ordem da Liberdade                      |
| Roménia       | 207  | Grã-Cruz                     | Ordem da Estrela da Romênia             |
| Suécia        |      | Cavaleiro                    | Real Ordem do Serafim                   |
| Suécia        | 1996 | Membro                       | Medalha Rei Carlos XVI Gustavo          |
| Reino Unido   | 1988 | Cavaleiro Honorário Grã-Cruz | Real Ordem Vitoriana                    |
| Reino Unido   | 2017 | Cavaleiro Estrangeiro        | A Nobilíssima Ordem da Jarreteira       |

## Epônimos honoríficos
- Espanha
  - Estádio Príncipe Felipe, Cáceres
  - Auditorio-Palacio de Congresos de Oviedo Príncipe Felipe, Oviedo
  - Museu de les Ciències Príncipe Felipe, Valencia
  - Pavilhão Príncipe Felipe, Zaragoza
  - Príncipe de Asturias (R-11)

## Demais honras
- Proto-Cónego da Basílica de Santa Maria Maior (19 de junho de 2014 - presente)[3]
- Proto-Cónego da Basílica de São Paulo Extramuros (19 de junho de 2014 - presente)
- Medalha Olímpica do Comitê Olímpico Internacional (18 de dezembro de 2013 - presente)
- Presidente de honra do Club Atlético de Madrid (abril de 2003 - presente)[4]